# Nephrolepis dicksonioides
Nephrolepis dicksonioides là một loài dương xỉ trong họ Nephrolepidaceae. Loài này được Christ mô tả khoa học đầu tiên năm 1895.
Danh pháp khoa học của loài này chưa được làm sáng tỏ. 